# الشغور (إدلب)
الشغور قرية تقع إلى الغرب من محافظة إدلب بحوالي 60كم، وتبعد عن مدينة جسر الشغور 11كم، وعن مدينة «اللاذقية» 65كم تعتبر هذه القرية من القرى القديمة في المحافظة إذ يزيد عمرها على /1000/ عام، ويوجد فيها أكثر من /300/ نبع ماء، وأكثر من /100/مغارة ،توجد فيها قلعة الشغور الأثرية ،طبيعتها خلابة رسمت فيها الجبال والأودية أبهى صور الجمال، تكثر فيها البساتين وخاصة الزيتون،يقوم اهلها بجني الاعشاب الطبيعة وتعد مصدر قوت لبعض العوائل ، كما تشتهر القرية بصناعات الغزل و النسيج لشعر الماعز بادوات حرفية بسبطة وعمل بيوت الشعر للبدو ولكن مع استخدام الالة والمعامل انقرضت هذه الحرفة الجميلة واكاد أجزم ان كل من ولد بعد تسعينات القرن الماضي لايعرف هذه الحرفة ولذا فقد اتجه السكان الى جمع الزهور للزينة وجمع الاعشاب الطبية وتسويقها محليا وحتى دوليا ،وتعتبر منتزه طبيعي جميل بسبب طبيعتها الخلابة وجبالها الخضراء و بساتينها الغناء ومياهها العذبة بالاضافة الى كرم وجود اهلها.